# La Trinidad, Chila
La Trinidad är en ort i Mexiko.   Den ligger i kommunen Chila och delstaten Puebla, i den sydöstra delen av landet, 210 km sydost om huvudstaden Mexico City. La Trinidad ligger 1 586 meter över havet och antalet invånare är 306.
Terrängen runt La Trinidad är huvudsakligen kuperad, men norrut är den platt. Runt La Trinidad är det ganska tätbefolkat, med 108 invånare per kvadratkilometer. Närmaste större samhälle är Petlalcingo, 10,3 km norr om La Trinidad. I omgivningarna runt La Trinidad växer huvudsakligen savannskog.